# Winnsboro (Louisiana)
Winnsboro is een plaats (city) in de Amerikaanse staat Louisiana, en valt bestuurlijk gezien onder Franklin Parish.

## Demografie
Bij de volkstelling in 2000 werd het aantal inwoners vastgesteld op 5344.
In 2006 is het aantal inwoners door het United States Census Bureau geschat op 4987, een daling van 357 (-6.7%).

## Geografie
Volgens het United States Census Bureau beslaat de plaats een oppervlakte van
10,7 km², waarvan 10,5 km² land en 0,2 km² water. Winnsboro ligt op ongeveer 21 m boven zeeniveau.

## Plaatsen in de nabije omgeving
De onderstaande figuur toont nabijgelegen plaatsen in een straal van 36 km rond Winnsboro.